# Althorp
 (novembre 2020).
Si vous disposez d'ouvrages ou d'articles de référence ou si vous connaissez des sites web de qualité traitant du thème abordé ici, merci de compléter l'article en donnant les références utiles à sa vérifiabilité et en les liant à la section « Notes et références ».

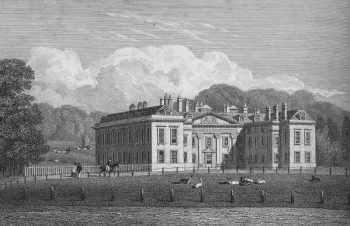
Althorp dans les années 1820.

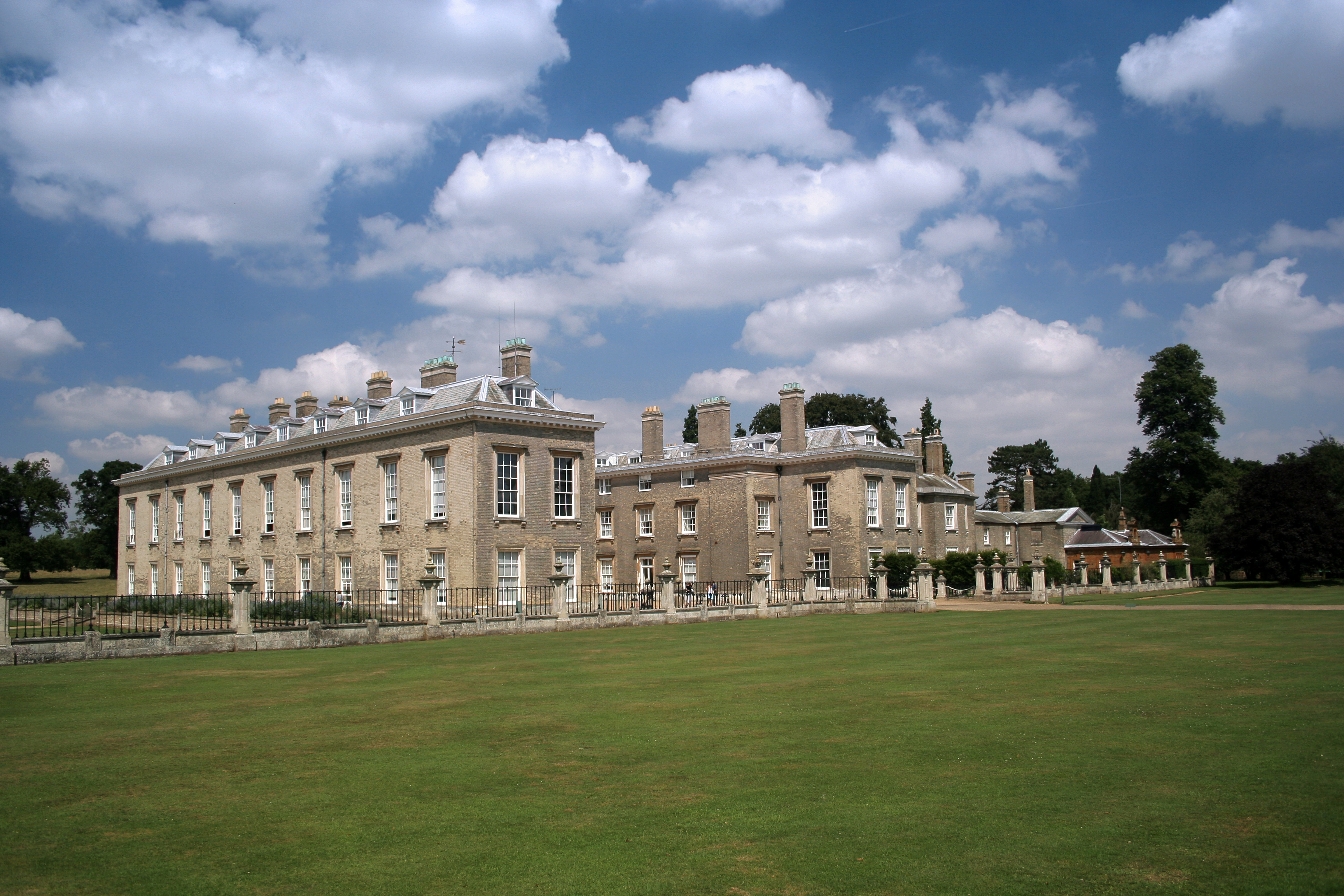
Althorp en 2006.

Althorp est un domaine d'environ 60 km² et une demeure historique située dans le Northamptonshire, dans les Midlands de l'Est, dans le centre de l'Angleterre. Il est situé à environ 8 km au nord-ouest de Northampton.

## Histoire
Althorp est la demeure historique de la famille Spencer depuis le XVIe siècle et actuellement la propriété de Charles Spencer, 9e comte Spencer et frère de Diana Spencer (« Lady Diana ») . La fortune de la famille vient de son ancêtre, Sir John Spencer de Wormleighton, dans le Warwickshire, qui achète Althorp en 1522.
La maison était construite à l'origine en brique rouge, dans le style Tudor mais son apparence a radicalement changé au cours du XVIIIe siècle lorsque l'architecte Henry Holland est engagé pour réaliser d'importants travaux. L'intérieur de la maison abrite une importante collection de tableaux peints par Antoine van Dyck. Les écuries, transformées, abritent actuellement une exposition consacrée au souvenir de Diana Spencer. Cette dernière est enterrée sur une île, au centre d'un lac près de la propriété.
La propriété et la maison ont été ouverts au public en 1953 par Albert Spencer pour en atténuer la taxation.
En septembre 2009, lord Spencer fait entreprendre d'importants travaux de restauration pour le toit, les maçonneries et les tuiles recouvrant la façade.
Dans le cas du domaine comme de la demeure seigneuriale, ils sont généralement prononcés "all-thorp", bien que la prononciation historique et de longue date, toujours employée par la famille Spencer, soit "áwl-trop".

## Accès
La propriété et la maison sont ouvertes au public durant l'été (1er juillet - 30 août). Tous les profits sont reversés à l'association Diana, Princess of Wales Memorial Fund.
Le domaine a possédé, entre 1881 et 1960 sa propre gare, Althorp Park, située sur la ligne Northampton Loop .